# 尾中たけし
尾中 たけし（おなか たけし）は日本のアニメ作家、キャラクターデザイナー、脚本家、構成作家。作風として会話を中心としたシュールなショートギャグアニメを得意としている。神奈川県横浜市出身。

## 経歴
大学在学中からイラストレーターとして活動。卒業後、フリーランスのイラストレーターになる。
イラストレーターを経てアパレル系グラフィックデザイナーになり、主に子供服のカットソー等のグラフィックのデザインを手がける。
2010年よりFlashアニメ作家として活動を開始。
現在はショートアニメ、キャラクターデザイン、イラスト、脚本、実写番組、イベントの構成も手がける。

## 参加作品一覧

### アニメ作品
- スーパーヒーローフューチャーズ（2005年）キャラクターデザイン・監督
- まんとら〜マンガ虎の穴〜 オープニングアニメーション『恐怖中学ホラー子ちゃん』（2006年）キャラクターデザインほか
- 元祖!でぶやオープニング（2008年）キャラクターデザイン
- 忍者JAPA衛門（2009年）キャラクターデザイン・監督
- 科学なぜなぜ110番（2010年）監督・脚本・キャラクターデザイン・アニメーション・声
- UNDER100オープニングアニメーション（2011年）監督・キャラクターデザイン・アニメーション
- KAWAII COOK SAN（2011年）監督・キャラクターデザイン・アニメーション
- 頑張れ！納父さん（2011年） 監督・キャラクターデザイン・アニメーション
- たちゅまる（2011年）アニメーション
- 伊豆諸島・小笠原諸島 東京愛らんどフェア・島じまん2012 アニメCM（2012年）監督・キャラクターデザイン・アニメーション
- ぬっこ。（2012年）監督・キャラクターデザイン・アニメーション
- ありがとうくまのふ（2012年）監督・脚本・キャラクターデザイン・アニメーション・声
- なっとう大好き！（2013年） 監督・キャラクターデザイン・アニメーション
- がんばれ!おでんくん（2013年）コンテ
- ニャンだ?フル チャンネル『にゃん符』 （2014年）監督・脚本・キャラクターデザイン・アニメーション
- ニャンだ?フル チャンネル『恋するニャントニオ 』（2014年）監督・脚本・キャラクターデザイン・アニメーション
- にゃんぷくにゃるま（2014年）監督・脚本・キャラクターデザイン・アニメーション
- かれしはハンマーヘッドシャーク（2015年）監督・キャラクターデザイン・アニメーション
- 時代劇専門チャンネル・若ジングル（2015年）監督・アニメーション
- ニャンだ?フル チャンネル『YADONEKO』OP、EDアニメーション（2015年） アニメーション
- ナルどマ（2015年）監督・アニメーション
- ニャンだ?フル チャンネル・ニャンだ?フルテレビ他『こさじじかん』（2016年）監督・脚本・イラスト
- ニャンだ?フル チャンネル・ニャンだ？フルテレビ他『ネコこのゴロ』（2016年）監督
- ふりぃき〜はいすく〜る（2016年）脚本
- ぶっぷな毎日（2017年）監督・脚本・キャラクターデザイン・アニメーション
- クリオネの灯り（2017年）シリーズ構成・脚本
- ね子とま太（2017年）企画・監督・脚本・キャラクターデザイン・アニメーション
- おにゃんこポン（2017年）シリーズ構成・脚本
- 猫のロブ（2017年）監督・キャラクターデザイン・アニメーション
- アナグライフ（2018年）企画・監督・脚本・キャラクターデザイン・アニメーション
- Mr.Shadow（2019年）企画・監督・脚本・キャラクターデザイン・アニメーション
- 今日もツノがある（2019年）監督・アニメーション
- コジコジチャンネル（2019年）監督・アニメーション
- マロンとズイミー（2019年）監督・脚本
- ゆるっとマロズイ（2020年）監督・脚本・アニメーション
- キンタマーニドッグ（2021年）監督・脚本・アニメーション
- 妄想宇宙人バブちゅ〜（2021年）監督・アニメーション
- きょうのうらけん（2021年）監督・アニメーション
- しらかわんのわんわん探犬隊（2021年）監督・脚本・アニメーション
- 大阪のおばちゃんで歴史が動いた。知らんけど・・・・（2023年）監督・キャラクターデザイン・アニメーション
- ぴーち鬼ぱーち鬼（2023年）企画・監督・脚本・キャラクターデザイン・アニメーション
- 鬼ヶ島第二中学校（2025年）企画・監督・キャラクターデザイン・アニメーション
- おいでよ魔法少女村（不法占拠）（2025年）監督・脚本

### 実写作品
- パニーニとぼくら（2019年）企画・構成・演出・キャラクターデザイン
- 映画・にゃん旅鉄道（2022）構成・脚本
- 朗読劇・PEACH&PEACH 〜三千歳年ワンダーワールド〜（2022）構成・脚本

### イベント
- ね子とま太とみんなのオフ会（2018年）構成
- Mr.Shadowひみつのねずみ集会（2018年）構成
- 佐藤拓也のゆうじょう戦隊ヨブンジャー（2019年）構成
- パニーニとぼくらときみら（2019年）構成
- ホテル山中（2019年）構成
- パニーニとぼくとその他（2019年）構成